# Landschildkröten

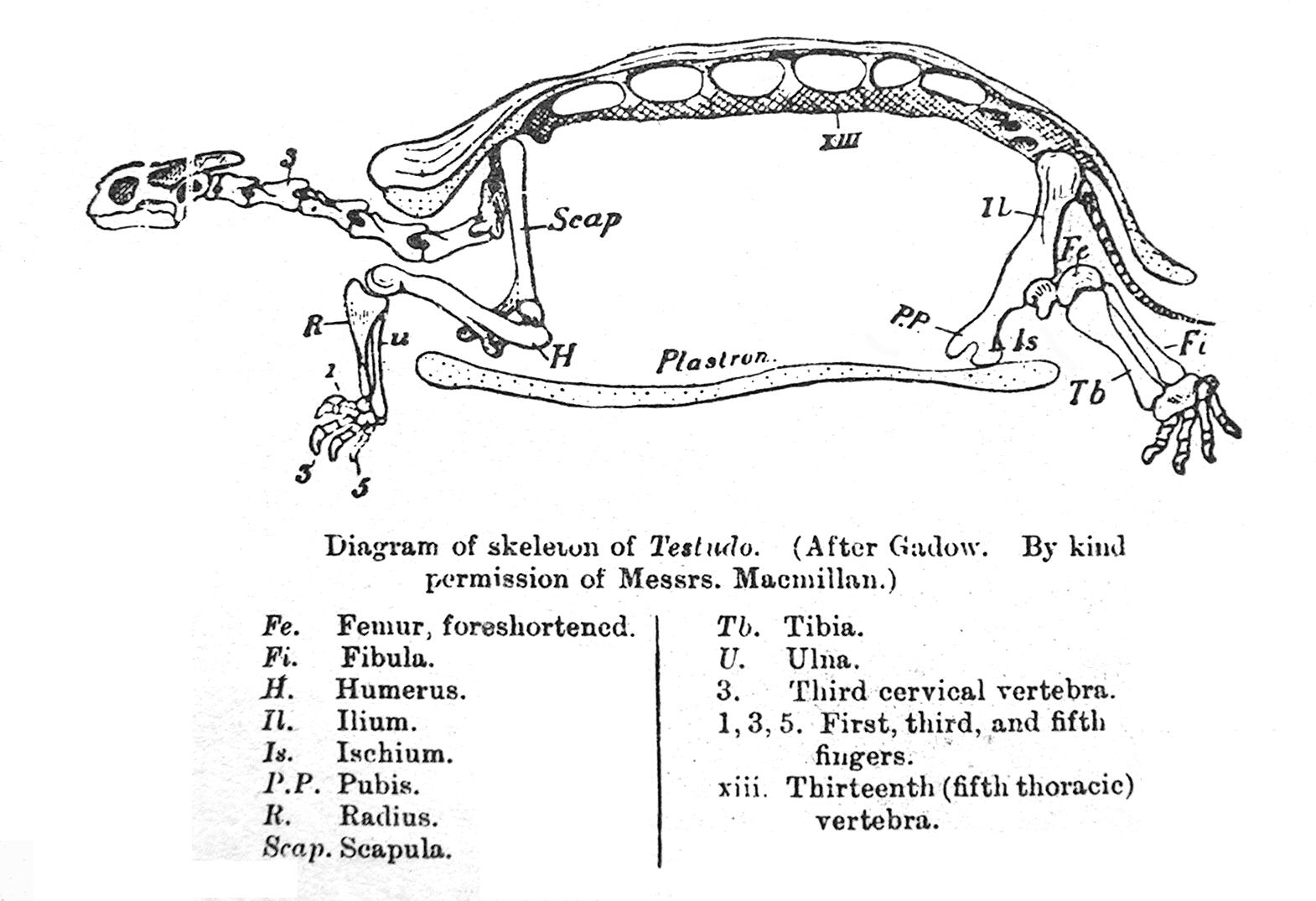
Knöcherne Anatomie einer Landschildkröte (Sagittalebene)

Echte Landschildkröten (Testudinidae) sind die am stärksten an eine terrestrische Lebensweise angepasste Familie der Schildkröten. Bereits die Urschildkröte Chinlechelys tenertesta lebte terrestrisch, wie Funde aus dem späten Trias zeigen. Ab dem Eozän sind sie in tertiären Ablagerungen weit verbreitet. Die Gattung Chinlechelys ist aber nicht näher mit den rezenten Landschildkröten verwandt, die vorwiegend in den Tropen und Subtropen der Alten Welt vorkommen. In Nord-, Mittel- und Südamerika gibt es nur wenige, in Australien überhaupt keine Landschildkröten. In Südeuropa leben die Maurische Landschildkröte Testudo graeca, die Griechische Landschildkröte Testudo hermanni und die Breitrandschildkröte Testudo marginata.
Die Größe der rezenten Landschildkröten reicht von wenigen Zentimetern bis zu knapp einem Meter. Die bisher größte bekannte Landschildkröte war die ausgestorbene Colossochelys atlas mit bis zu 2,5 Meter Panzerlänge.
Es werden bislang 16 rezente Gattungen und 59 Arten der Landschildkröten unterschieden, hinzu kommt noch die Gattung Cylindraspis, deren 5 Arten in historischer Zeit ausgestorben sind.

## Erscheinungsbild
Landschildkröten haben meist einen hochgewölbten Panzer. Ausnahmen davon stellen die ostafrikanische Spaltenschildkröte und die südafrikanischen Flachschildkröten dar, die auf der Flucht vor Fressfeinden in schmalen Felsspalten Unterschlupf suchen.
Die Beine der Landschildkröten sind breit, die Hinterbeine säulenförmig. Bei einigen bodengrabenden Schildkrötenarten, wie etwa den Gopherschildkröten, sind die Vorderbeine abgeflacht und mit Hornschuppen bedeckt. Finger und Zehen haben bei allen Arten nicht mehr als zwei Phalangen und sind bis auf die Krallen verwachsen. Die meisten Arten weisen einen ausgeprägten Geschlechtsdimorphismus auf, wobei Männchen einen dickeren Schwanz und einen konkaven Bauchpanzer haben, der die Paarung erleichtert. Bei vielen weiblichen Schildkröten findet man dagegen einen V-förmigen Einschnitt im Plastron unterhalb des Schwanzes, der die Eiablage begünstigt.
Als die kleinste Schildkrötenart gilt die Gesägte Flachschildkröte mit einer Panzerlänge von im Mittel 7 – 9 Zentimetern und die Ägyptische Landschildkröte mit 12 Zentimetern. Am größten werden mit 70–95 Zentimetern die Galapagos-Riesenschildkröten (Chelonoidis nigra) und die Seychellen-Riesenschildkröten (Dipsochelys).

## Fortpflanzung
Weibliche Landschildkröten wählen den Platz zur Eiablage sorgfältig aus, betreiben nach der Eiablage aber keine Brutpflege mehr. Die notwendige Bruttemperatur liefert die Sonne. Die Weibchen graben mit den Hinterbeinen Nisthöhlen, in die sie je nach Art und Alter zwischen einem und dreißig Eier legen. Auch die Eigröße hängt von der Art ab, bzw. von Größe und Alter des individuellen Muttertieres. Bei manchen Arten sind je nach Versorgungslage der Muttertiere Mehrfachgelege pro Saison möglich. Die Eiablage erfolgt in der Regel tagsüber. Nachdem das Gelege abgesetzt wurde, wird die Nisthöhle wieder sorgfältig verschlossen und der Boden eingeebnet, um Nesträubern das Auffinden zu erschweren. Die Zeitdauer, die bis zum Schlupf der Jungtiere vergeht, ist abhängig von klimatischen Bedingungen und kann zwischen 60 und 150 Tagen betragen.
Jungschildkröten sind zum Zeitpunkt des Schlupfes körperlich bereits voll entwickelt. Sie graben sich nach dem Schlupf an die Oberfläche der Nistgrube und beginnen sofort mit einem selbständigen Leben. Sie ziehen nach dem Schlupf Reste des Dottersackes ein und sind so einige Zeit nach dem Schlupf noch mit Nährstoffen versorgt. Danach ernähren sie sich, wie auch die erwachsenen Tiere überwiegend vegetarisch.

## Systematik

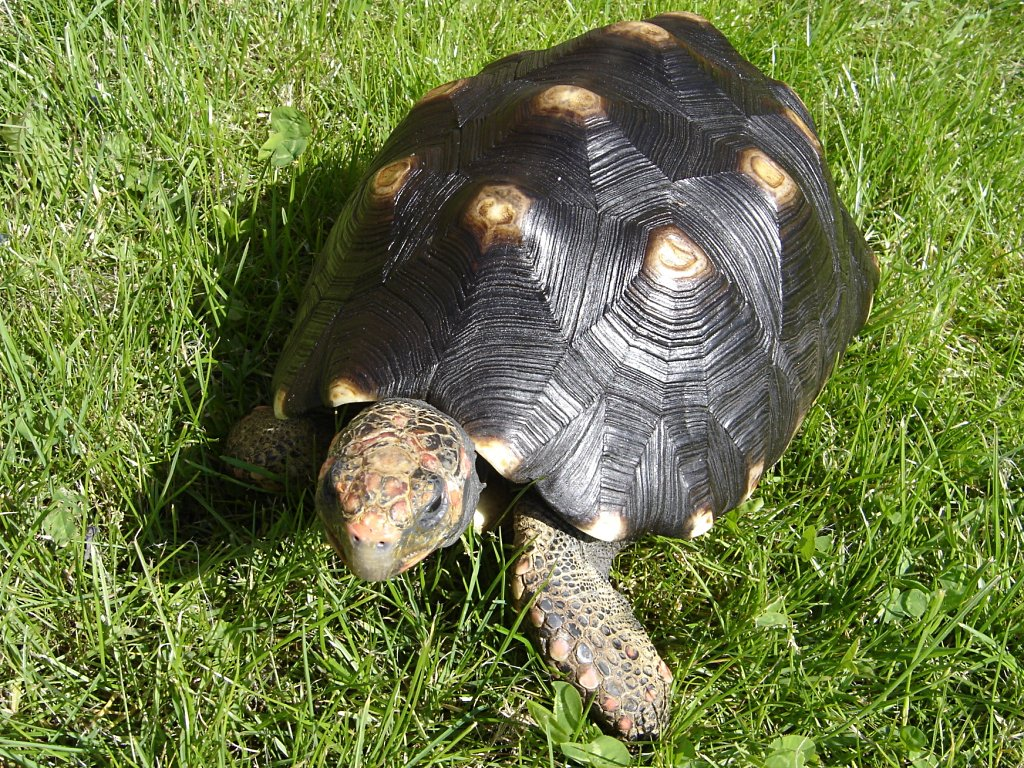
Köhlerschildkröte (Chelonoidis carbonaria)

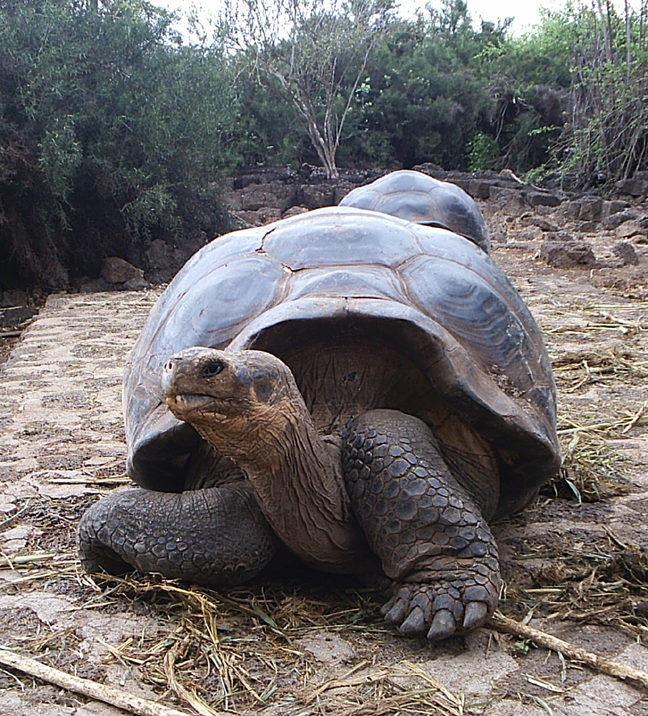
Galápagos-Riesenschildkröte (Chelonoidis sp.)

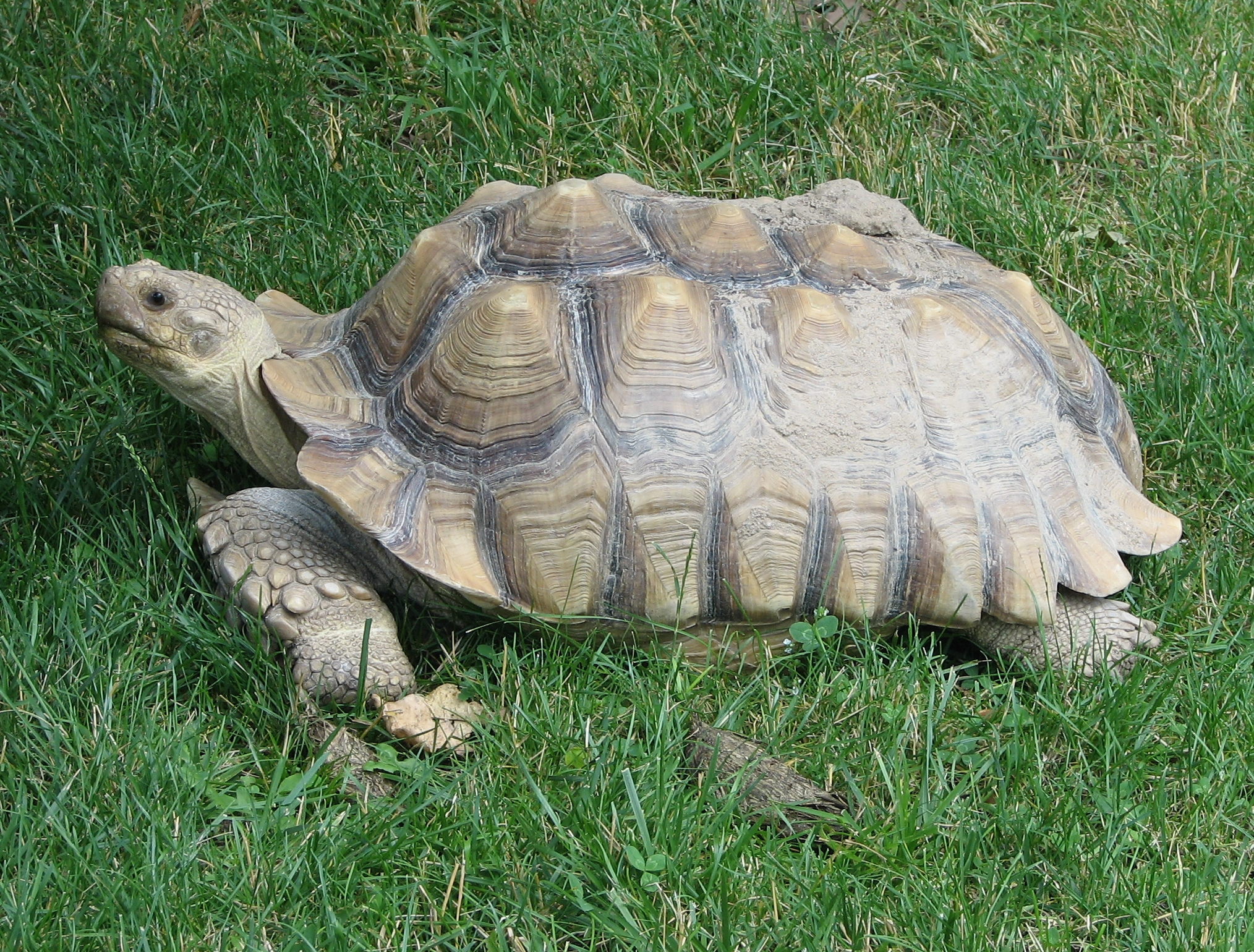
Spornschildkröte (Centrochelys sulcata) zuvor (Geochelone sulcata)

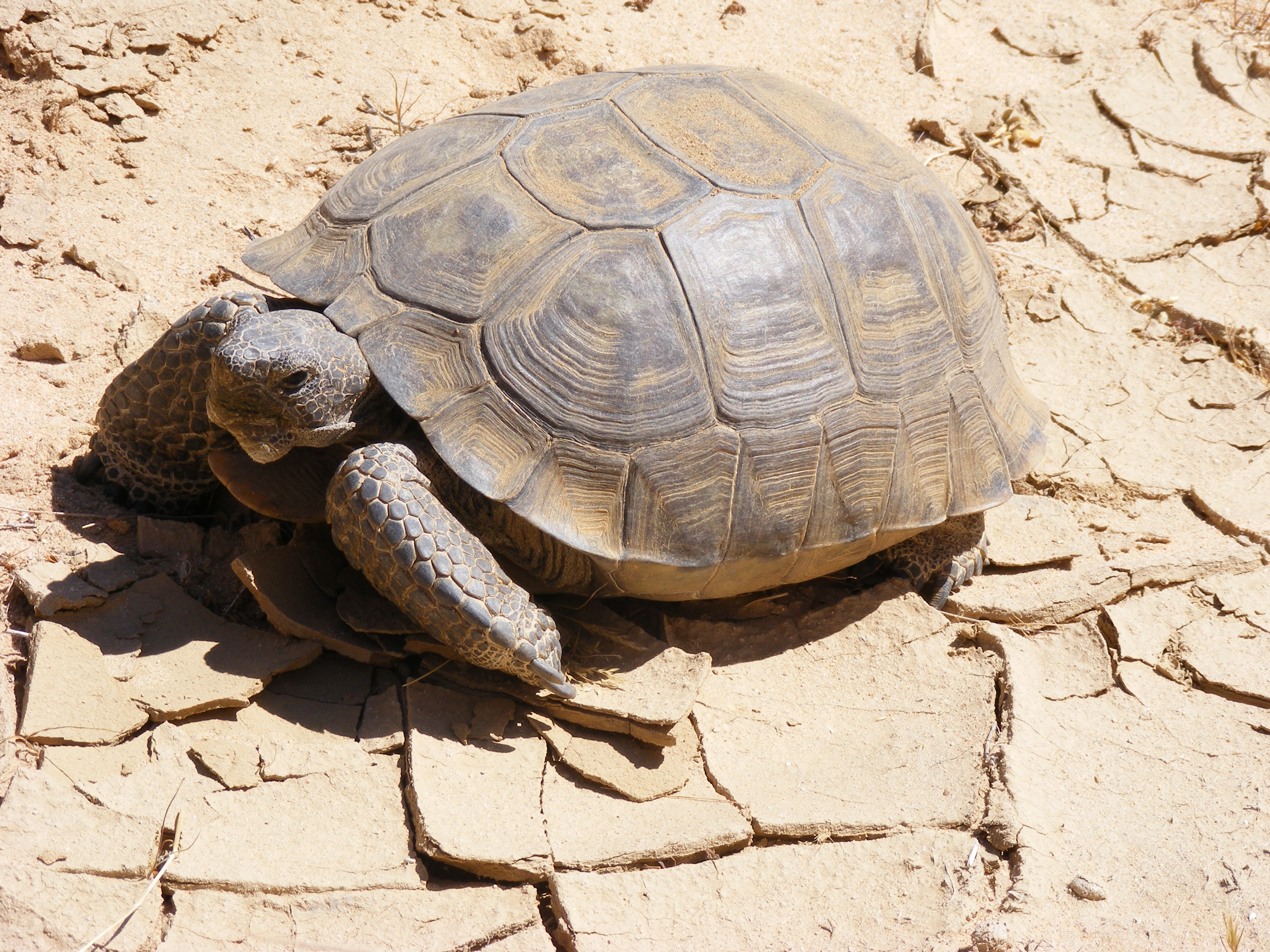
Kalifornische Gopherschildkröte (Gopherus agassizii)

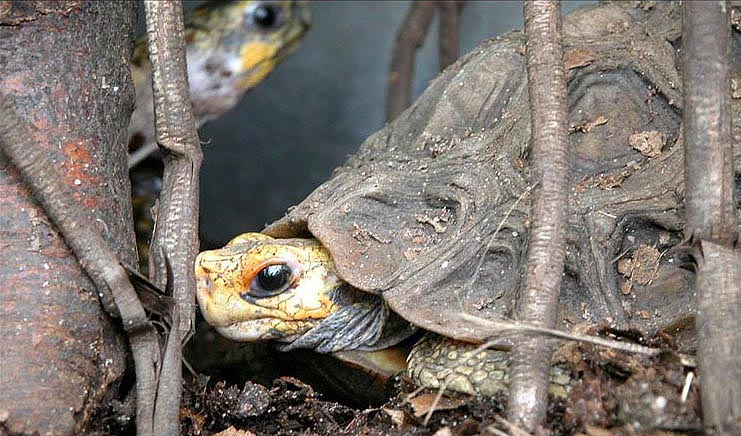
Stutz-Gelenkschildkröte (Kinixys homeana)

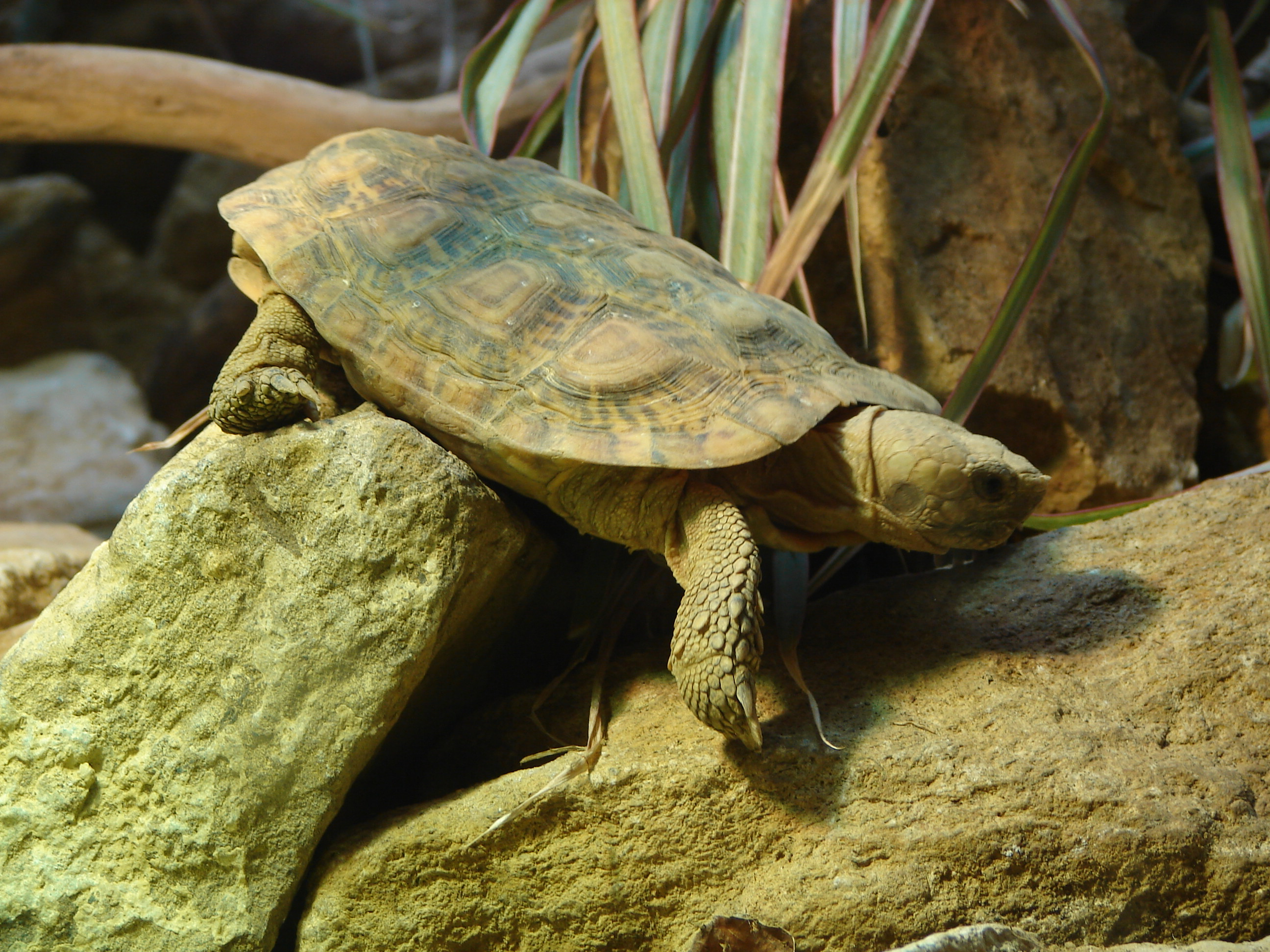
Spaltenschildkröte (Malacochersus tornieri)

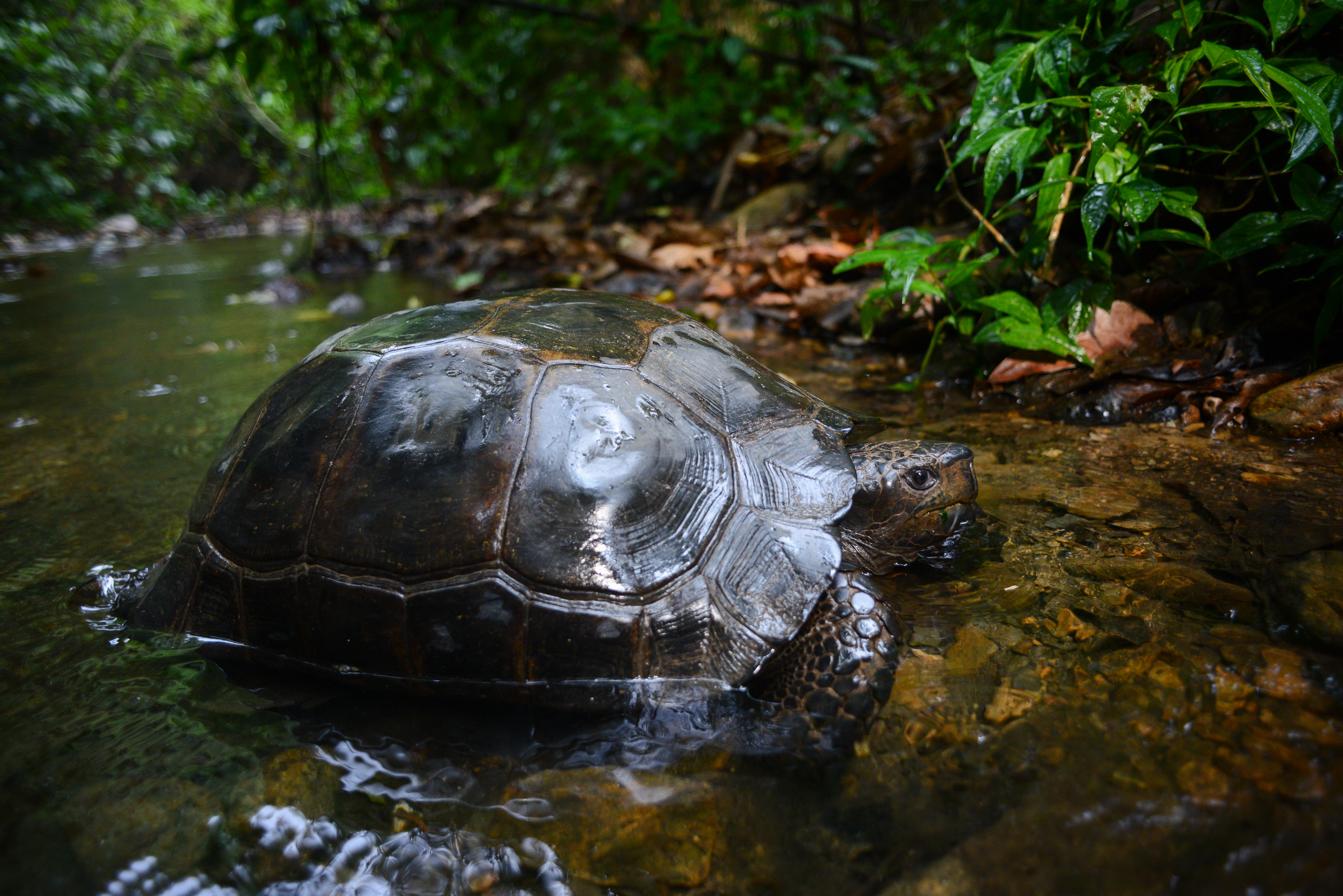
Braune Waldschildkröte (Manouria emys)

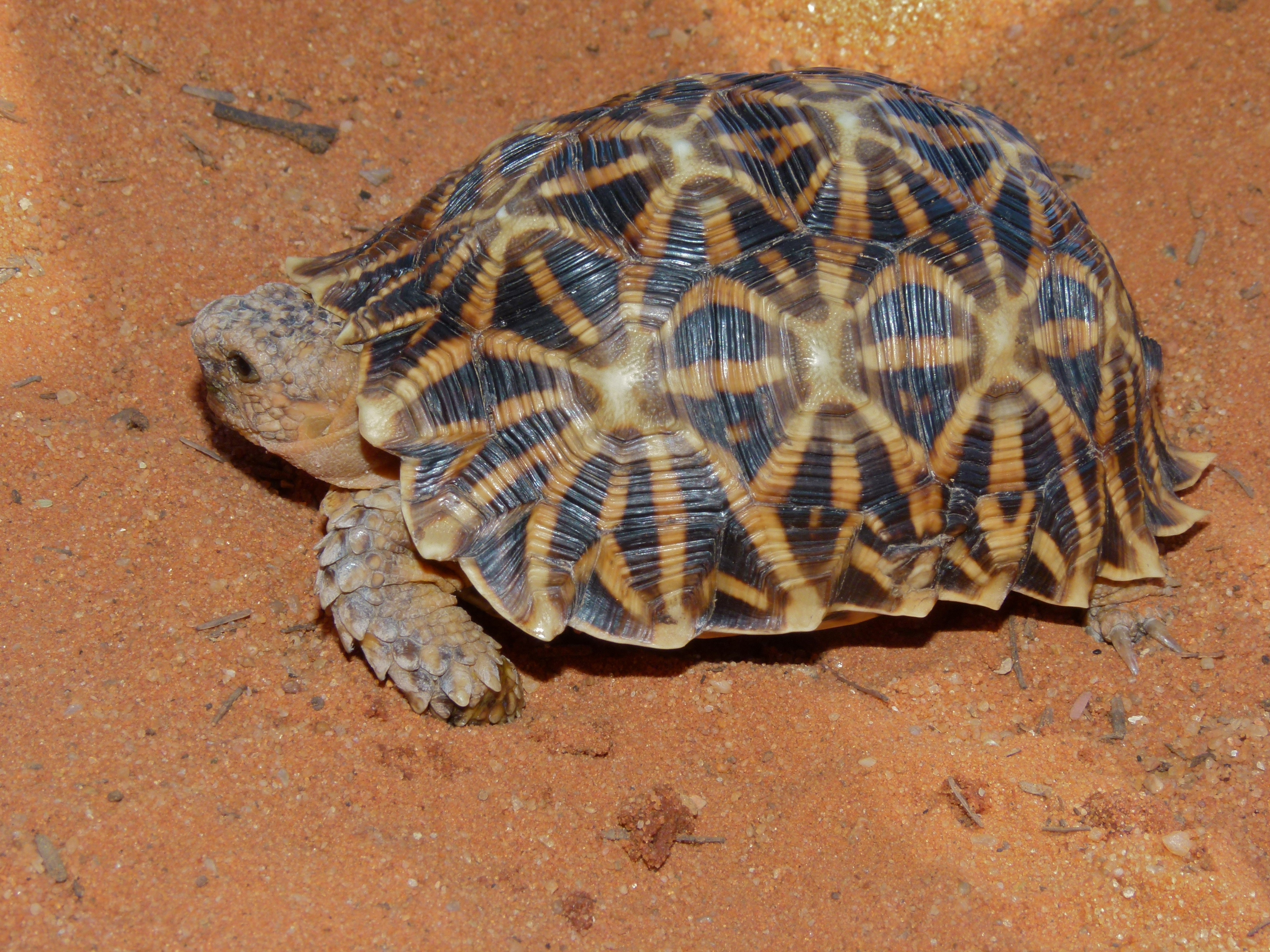
Stachelrand-Landschildkröte (Psammobates oculifer)

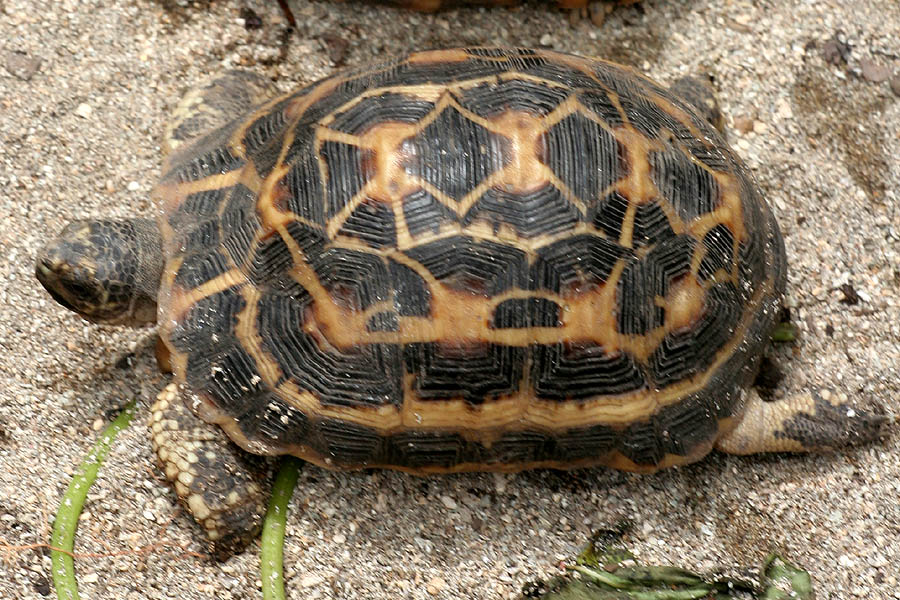
Madagassische Spinnenschildkröte (Pyxis arachnoides)

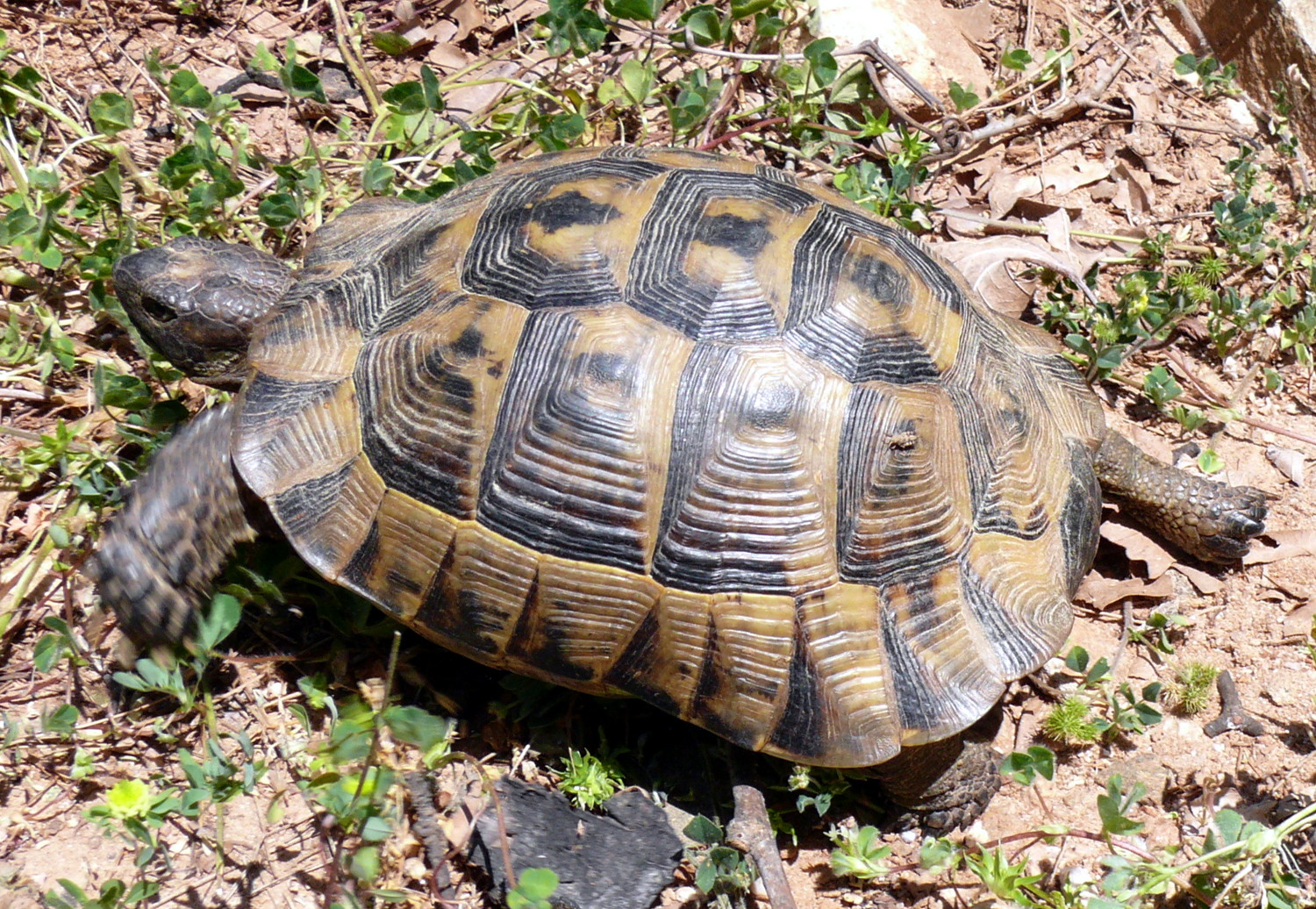
Griechische Landschildkröte (Testudo hermanni)

Es werden bislang 16 rezente Gattungen und 59 Arten der Landschildkröten unterschieden, hinzu kommt noch die Gattung Cylindraspis, deren 5 Arten in historischer Zeit ausgestorben sind und mehrere fossile Landschildkröten wie z. B. die Atlasschildkröte. Neben mehreren neu beschriebenen Arten sind die Hauptunterschiede zu älteren Systematiken, dass die Spornschildkröte in die neue Gattung Centrochelys gestellt wurde und die Galápagos-Riesenschildkröte (Chelonoidis nigra) nun als Artkomplex betrachtet wird, dadurch wurden ihren Unterarten der Artstatus zuerkannt.
- Familie Landschildkröten (Testudinidae)
  - Gattung Seychellen-Riesenschildkröten  Aldabrachelys Loveridge & Williams, 1957
    - † Aldabrachelys abrupta (Grandidier, 1868)
    - Aldabra-Riesenschildkröte (Aldabrachelys gigantea (Schweiger, 1812))
    - † Aldabrachelys grandidieri (Vaillant, 1885)

  - Gattung Astrochelys Gray, 1873
    - Strahlenschildkröte (Astrochelys radiata (Shaw, 1802))
    - Madagassische Schnabelbrustschildkröte (Astrochelys yniphora (Vaillant, 1885))

  - Gattung Centrochelys Gray, 1872
    - Spornschildkröte (Centrochelys sulcata (Miller, 1779)) (zuvor Geochelone sulcata)

  - Gattung Chelonoidis Fitzinger, 1835
    - Pinta-Riesenschildkröte (Chelonoidis abingdonii (Günther, 1877)) (zuvor Unterart von Chelonoidis nigra)
    - Wolf-Riesenschildkröte (Chelonoidis becki (Rothschild, 1901)) (zuvor Unterart von Chelonoidis nigra)
    - Köhlerschildkröte (Chelonoidis carbonarius (Spix, 1824))
    - San-Cristóbal-Riesenschildkröte (Chelonoidis chathamensis (Van Denburgh, 1907)) (zuvor Unterart von Chelonoidis nigra)
    - Patagonische Landschildkröte (Chelonoidis chilensis (Gray, 1870))
    - Santiago-Riesenschildkröte (Chelonoidis darwini (Van Denburgh, 1907)) (zuvor Unterart von Chelonoidis nigra)
    - Waldschildkröte (Chelonoidis denticulatus (Linnaeus, 1766))
    - Chelonoidis donfaustoi Poulakakis & Edwards, 2015[4]
    - Pinzón-Riesenschildkröte (Chelonoidis duncanensis (Garman, 1996)) (zuvor Unterart von Chelonoidis nigra)
    - Sierra-Negra-Riesenschildkröte (Chelonoidis guntheri (Baur, 1889))
    - Española-Riesenschildkröte (Chelonoidis hoodensis (Van Denburgh, 1907)) (zuvor Unterart von Chelonoidis nigra)
    - Darwin-Riesenschildkröte (Chelonoidis microphyes (Günther, 1875))
    - Floreana-Riesenschildkröte (Chelonoidis nigra (Quoy & Gaimard, 1824)) (ausgestorbene Nominatform)
    - † Fernandina-Riesenschildkröte (Chelonoidis phantastica (Van Denburgh, 1907)) (zuvor Unterart von Chelonoidis nigra)
    - Santa-Cruz-Riesenschildkröte (Chelonoidis porteri (Rothschild, 1903)) (zuvor Unterart von Chelonoidis nigra)
    - Alcedo-Riesenschildkröte (Chelonoidis vandenburghi (Desola, 1930))
    - Cerro-Azul-Riesenschildkröte (Chelonoidis vicina (Günther, 1874)) (zuvor Unterart von Chelonoidis nigra)
    - † Rabida-Riesenschildkröte (Chelonoidis wallacei (Rothschild, 1902))

  - Gattung Chersina Gray, 1831.
    - Afrikanische Schnabelbrustschildkröte (Chersina angulata (Schweigger, 1812))

  - Gattung † Megalochelys Falconer & Cautley, 1837.
    - † Atlasschildkröte (Megalochelys sivalensis Falconer & Cautley, 1837)

  - Gattung † Cylindraspis Fitzinger, 1835
    - † Cylindraspis indica Schneider, 1783 (Synonym Cylindraspis borbonica)
    - † Cylindraspis inepta Günther, 1873
    - † Cylindraspis peltastes Dumeril & Bibron, 1835
    - † Cylindraspis triserrata Günther, 1873
    - † Cylindraspis vosmaeri Suckow, 1798

  - Gattung Geochelone Fitzinger, 1835
    - Indische Sternschildkröte (Geochelone elegans (Schoepff, 1795))
    - Birma-Sternschildkröte (Geochelone platynota (Blyth, 1863))

  - Gattung Gopherschildkröten (Gopherus Rafinesque, 1815)
    - Kalifornische Gopherschildkröte (Gopherus agassizii (Cooper, 1863))
    - Texas-Gopherschildkröte (Gopherus berlandieri (Agassiz, 1857))
    - Gopherus evgoodei Edwards, Karl, Vaughn, Rosen, Meléndez-Torres & Murphy, 2016
    - Gelbrand-Gopherschildkröte (Gopherus flavomarginatus Legler, 1959)
    - Sonora-Gopherschildkröte (Gopherus morafkai Murphy, Berry, Edwards, Leviton, Lathrop & Riedle, 2011)
    - Georgia-Gopherschildkröte (Gopherus polyphemus (Daudin, 1802))

  - Gattung Flachschildkröten (Homopus Duméril & Bibron, 1834)
    - Areolen-Flachschildkröte (Homopus areolatus (Thunberg, 1787))
    - Boulengers Flachschildkröte (Homopus boulengeri Duerden, 1906)
    - Sporn-Flachschildkröte (Homopus femoralis Boulenger, 1888)
    - Gesägte Flachschildkröte (Homopus signatus (Gmelin, 1789))
    - Nama-Flachschildkröte (Homopus solus Branch, 2007)

  - Gattung Asiatische Landschildkröten (Indotestudo Lindholm, 1929)
    - Gelbkopfschildkröte (Indotestudo elongata (Blyth, 1854))
    - Forstens Landschildkröte (Indotestudo forstenii (Schlegel & Müller, 1845))
    - Travancore-Landschildkröte (Indotestudo travancorica (Boulenger, 1907))

  - Gattung Gelenkschildkröten (Kinixys Bell, 1827)
    - Glattrand-Gelenkschildkröte (Kinixys belliana Gray, 1831)
    - Stachelrand-Gelenkschildkröte (Kinixys erosa (Schweigger, 1812))
    - Stutz-Gelenkschildkröte (Kinixys homeana Bell, 1827)
    - Lobatse-Gelenkschildkröte (Kinixys lobatsiana (Power, 1927))
    - Natal-Gelenkschildkröte (Kinixys natalensis Hewitt, 1935)
    - Westafrikanische Gelenkschildkröte (Kinixys nogueyi (Lataste, 1886))
    - Spekes Gelenkschildkröte (Kinixys spekii) Gray, 1863
    - Südostafrikanische Gelenkschildkröte (Kinixys zombensis Hewitt, 1931)

  - Gattung Malacochersus Lindholm, 1929.
    - Spaltenschildkröte (Malacochersus tornieri (Siebenrock, 1903))

  - Gattung Asiatische Waldschildkröten (Manouria, Gray, 1854)
    - Braune Waldschildkröte (Manouria emys (Schlegel & Müller, 1844))
    - Hinterindische Waldschildkröte (Manouria impressa (Günther, 1882))

  - Gattung Südafrikanische Landschildkröten (Psammobates Fitzinger, 1835)
    - Geometrische Landschildkröte (Psammobates geometricus (Linnaeus, 1758))
    - Stachelrand-Landschildkröte (Psammobates oculifer (Kuhl, 1820))
    - Zeltschildkröte (Psammobates tentorius Bell, 1828)

  - Gattung Spinnenschildkröten Pyxis Bell, 1827
    - Madagassische Spinnenschildkröte (Pyxis arachnoides Bell, 1827)
    - Flachrückenschildkröte (Pyxis planicauda (Grandidier, 1867))

  - Gattung Stigmochelys Gray, 1873
    - Pantherschildkröte (Stigmochelys pardalis (Bell, 1828))

  - Gattung Eigentliche Landschildkröten (Testudo Linnaeus, 1758)[5]
    - Maurische Landschildkröte (Testudo graeca Linnaeus, 1758)
    - Griechische Landschildkröte (Testudo hermanni Gmelin, 1789)
    - Vierzehenschildkröte (Testudo horsfieldii Gray, 1844)
    - Ägyptische Landschildkröte (Testudo kleinmanni Lortet, 1883)
    - Breitrandschildkröte (Testudo marginata Schoepff, 1792)

## Belege